# Lilaea (polis)
Lilaia (Grieks: Λιλαια, Latijn: Lilaea) was in het oude Griekenland een polis in de regio Phokis, ongeveer 15 km ten noorden van Delphi en aan de noordvoet van de Parnassus.
Lilaia wordt voor het eerst vermeld in Homerus' catalogus van schepen. De stad zou een theater, baden en tempels hebben bezetten.
Volgens de sage was ze genoemd naar de najade Lilaea, de dochter van de stroomgod Kephissos, aan wiens hoofdbron Lilaia lag. Er stond een schrijn ter ere van de stroomgod en er zijn ook aan hem gerichte dedicaties teruggevonden. Opmerkelijk is dat de priester van Kephisos een eponieme magistraat van de polis was. Wat meer ten noorden van de bron is een Grieks heiligdom van Demeter gevonden met getuigenissen van de aanwezigheid van inwoners van Lilaia. Het werd zowel rond 350 v.Chr. in de Derde Heilige Oorlog alsook na de slag bij Chaeroneia (338 v.Chr.) verwoest en wederopgebouwd. Er rest een behoorlijk goed bewaarde fortificatie waarvan sommige torens een tweede verdieping hebben.

## Voetnoten
1. ↑  Ilias II 523.
2. ↑  Pausanias, X 33.3-5.
3. ↑  Homerus, Ilias II 523, Pausanias, X 33.5.
4. ↑  Pausanias, X 3.1.

## Referentie
- F.E. Winter, art. LILAIA Phokis, Greece, in R. Stillwell - e.a. (edd.), The Princeton Encyclopedia of Classical Sites, Princeton, 1976.